# 창녕성산초등학교
창녕성산초등학교는 대한민국 경상남도 창녕군에 있는 공립 초등학교이다.

## 학교 연혁
- 1933년 3월 29일: 성산공립보통학교 설립 인가(운봉리)
- 1933년 5월 1일: 개교
- 1950년 11월 21일: 성산국민학교 냉천분교장 설립인가
- 1953년 4월 1일: 냉천초등학교 승격 인가
- 1982년 2월 4일: 냉천초등학교 병설유치원 인가
- 1988년 3월 1일: 성산분교, 방리분교 본교 편입
- 1990년 3월 1일: 성산분교 폐교, 본교 통합
- 1992년 3월 1일: 성곡분교 본교 편입, 방리분교 폐교 통합
- 1999년 3월 1일: 성곡분교 폐교, 본교 통합
- 2009년 3월 1일: 창녕성산초등학교로 교명 변경
- 2009년 3월 1일: 창녕성산초등학교 병설유치원으로 원명 변경
- 2012년 12월 28일: 2012학년도 학력향상 우수학교 선정
- 2015년 2월 17일: 제61회 졸업식(졸업생 2,198명)
- 2015년 3월 1일: 박증천 교장 부임
- 2021년 3월 1일: 이미화 교장 부임

## 참고 자료
- 창녕성산초등학교 - 한국교육학술정보원 학교알리미